# 广东省立中山图书馆

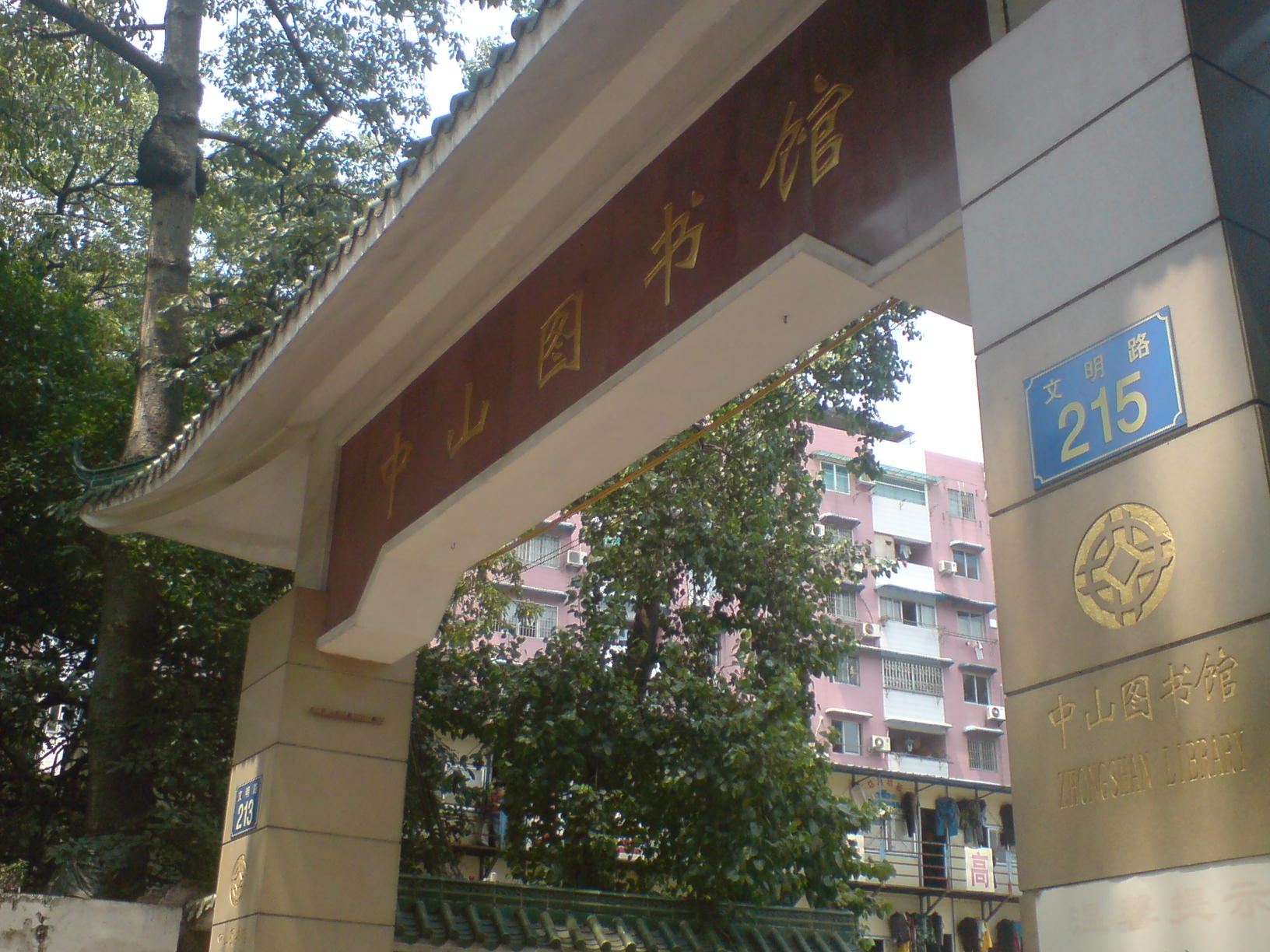
中山图书馆文明路总馆的牌坊，已拆卸。

广东省立中山图书馆（广东省古籍保护中心），简称中图或省图，文明路总馆位于今中华人民共和国广东省广州市越秀区大塘街道文明路213号，东邻国民党一大旧址，成立于1912年，是中国大型综合性公共图书馆之一。而位于文德路81号的文德路分馆是中山图书馆的旧馆址（即广州市立中山图书馆旧址），现为中山图书馆少兒部。
现时广东省立中山图书馆共分为文明路总馆、文明路主题馆、文德路分馆。

## 主要职责
广东省立中山图书馆的主要职责：
1. 为本地区的经济建设、科学研究和其他各项建设事业提供文献信息服务
2. 为群众提供阅读资料和场所；搜集、整理和保存文化典籍和地方文献
3. 开展图书馆理论和技术方法的研究
4. 承担广东省中心图书馆委员会的日常工作
5. 拟定全省古籍保护工作总体规划、古籍抢救保护技术标准和工作规范
6. 组织实施省内古籍收藏、保护状况普查和相关申报工作
7. 协助建立中华古籍联合目录、国家珍贵古籍名录和古籍数字资源库
8. 指导市县开展古籍保护工作。

## 发展沿革

中山图书馆的藏书印

元末明初，今天廣東省立中山圖書館附近的清水濠街是文人建立的南園。
广东省立中山图书馆的前身是清末的广雅书局的藏书楼（即现孙中山文献馆），民国元年（1912年）创办，初名为广东省立图书馆。
民國八年（1919年），梁鼎芬後人按照其遺願將600多櫃藏書，共二萬餘冊，全部捐給廣東省圖書館，這是省圖收到的第一批私人捐贈的圖書，其數量相當於當時省館藏書總量的兩倍。現在廣東省立中山圖書館藏書中，凡印有「番禺梁氏葵霜閣捐藏廣東圖書館」朱文長方印的古籍，便是80多年前梁氏後人捐贈之物。
民国十六年，旅居美国、加拿大、墨西哥、古巴等地的华侨为纪念孙中山先生，集资兴建了广州市立中山图书馆（Canton Sun Yat Sen Memorial Library），民国廿二年落成。
中共建政後的1955年，广东省立图书馆和广州市立中山图书馆合并，改名为广东省立中山图书馆。1986年，广东省立中山图书馆整体搬迁到文明路213号新馆后，原馆改称为孙中山文献馆。
2006年12月10日，经广东省政府立项，投资了5亿元人民币的中山图书馆扩建工程正式动工兴建，按照计划，工程的一半为中山图书馆目前的位置，另一半为广东省博物馆旧址（广东省博物馆将搬迁至珠江新城的新馆）。整个扩建项目将于2007年完成一期工程建设，预计2010年全部完成。改造后的图书馆各馆加起来的总占地面积将达到6.8万平方米，建筑总面积达到103,599万平方米，将成为中国最大的省级公共图书馆。届时，中图的最终藏书量将可达800万册，读者座位将增至4,000个，日均接待读者可达1.5万人次。
为配合扩建工程，位于文明路的中图正门从2006年12月起封闭。先只开放了位于德政中路的西门给读者进出。2007年开始，中图贴出告示，暂时关闭了电子阅览室，而且部分阅览室的开放时间亦相应缩短，中间部分时段更出现闭馆的情况。目前原文明路总馆的各项服务全部转移到桂花分馆，其他业务的分布在大学城特藏部阅览室（普通古籍、地方志、丛书、影音古籍）、桂花分馆（中文图书、期刊外文图书、期刊）、文德分馆（广东地方文献、民国平装书、期刊），而文明路总馆则保留提供各种数字资源，包含古籍与解放前报纸缩微资料。文明路总馆预计在2009年10月份完成建设。
持續五年、作為十一五規劃重大項目的首期擴建工程於2010年完成，圖書館並於2010年12月31日舉行竣工暨開館儀式，讀者可使用羊城通電子卡等電子卡借閱圖書。
2023年6月18日，在广东省博物馆旧馆舍上建设的文明路主题馆建成开放。

## 馆藏资源
截止2010年底，馆藏中文图书 470万册。收藏中文期刊约9千余种，现期中文期刊7千余种，馆藏50多万册。中文报纸阅览室收藏现期报纸300余种、中央与各省画报20余种、报纸合订本7万多册。收藏外文图书20多万册，外文报刊资料近20万册，以及多个外文电子资源数据库，内容覆盖社会科学与科学技术的多个领域，是广东省内最大的外文文献资源收藏中心之一。馆藏录音资料9,000多种，录像资料1.2万多种。
广东省立中山图书馆作为全国图书馆文献缩微复制中心成员馆之一, 现已完成2400种，约210多万拍缩微胶片的数字化扫描工作，包括古籍善本937种、约46万拍；民国时期的期刊968种、约85万拍；解放前报纸490种、约60万拍；新中国成立后的报纸5种、20万拍。
馆藏古籍共计3万多种47万余册，其中善本3千多种3万余册，藏量居华南地区首位。截至2016年底，共有172部善本古籍入选《国家珍贵古籍名录》，数量居广东各大公藏单位之首。馆藏广东地方文献10多万种40多万册，包括广东地方志、族谱、广东史料、粤人著述、孙中山文献、报纸、期刊、舆图等，是国内最具规模的广东地方文献中心。

## 公共交通

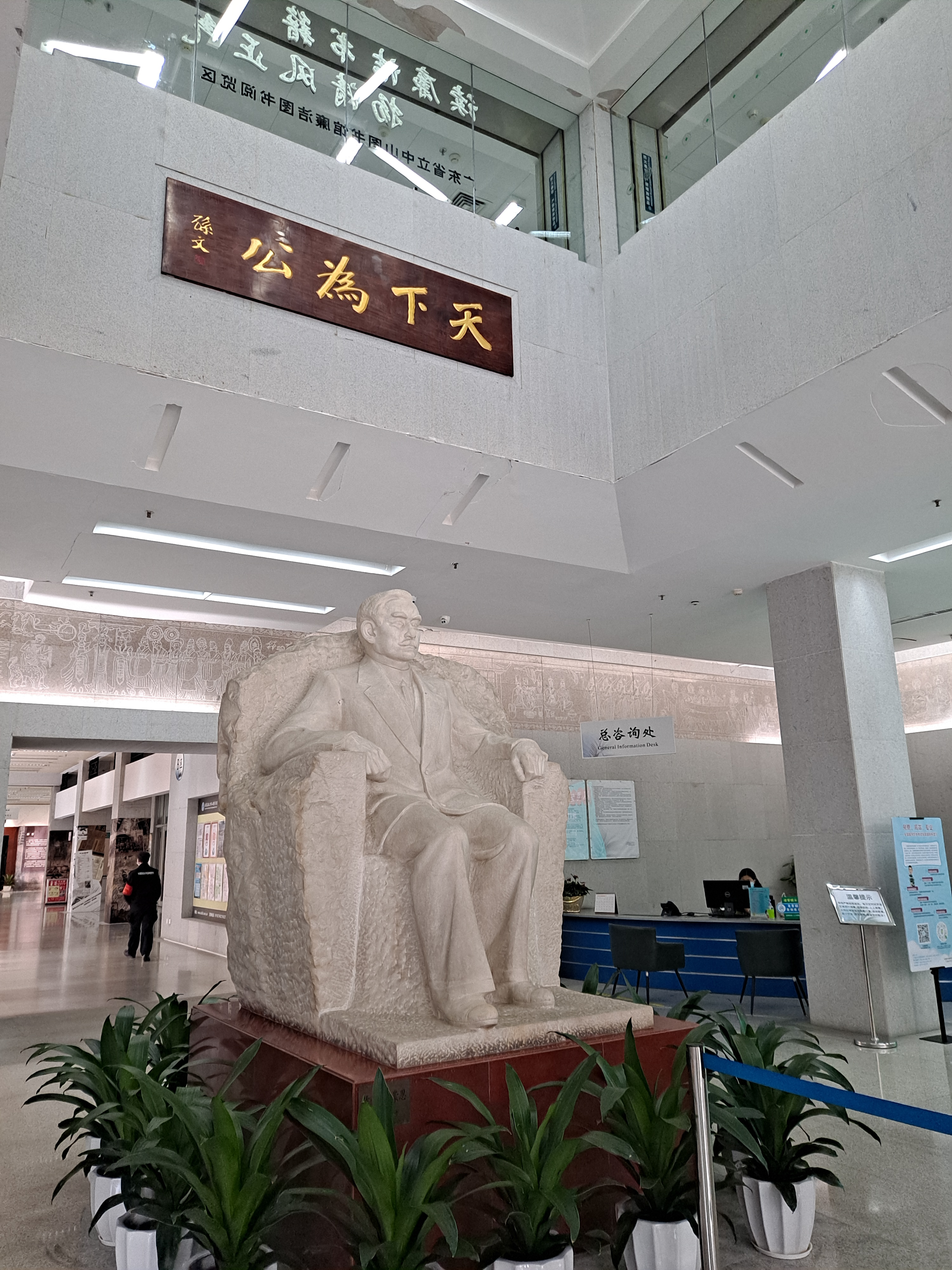
中山图书馆内的孙中山雕像

铁路
- 地铁：
  - █广州地铁1号线农讲所站

- 电车：
  - 101、104、106

巴士：
- 文明路总馆：中山图书馆站
- 文德分馆：文德路站
- 桂花分馆：桂花岗站